# Sopubiinae
Sopubiinae Hogg, 1858 è una sottotribù di piante parassite, spermatofite, dicotiledoni appartenenti alla famiglia delle Orobanchaceae.

## Etimologia
Il nome della sottotribù deriva dal suo genere tipo Sopubia Buch.-Ham. ex D. Don, 1825 la cui etimologia deriva da un nome volgare indiano. Il nome scientifico è stato definito dal botanico Thomas Hogg (1777–1855) nella pubblicazione "Vegetable Kingdom, The; or, the Structure, Classification, and Uses of Plants, Illustrated upon the Natural System... with Upwards of Five Hundred Illustrations. London - 562" del 1858.

## Descrizione

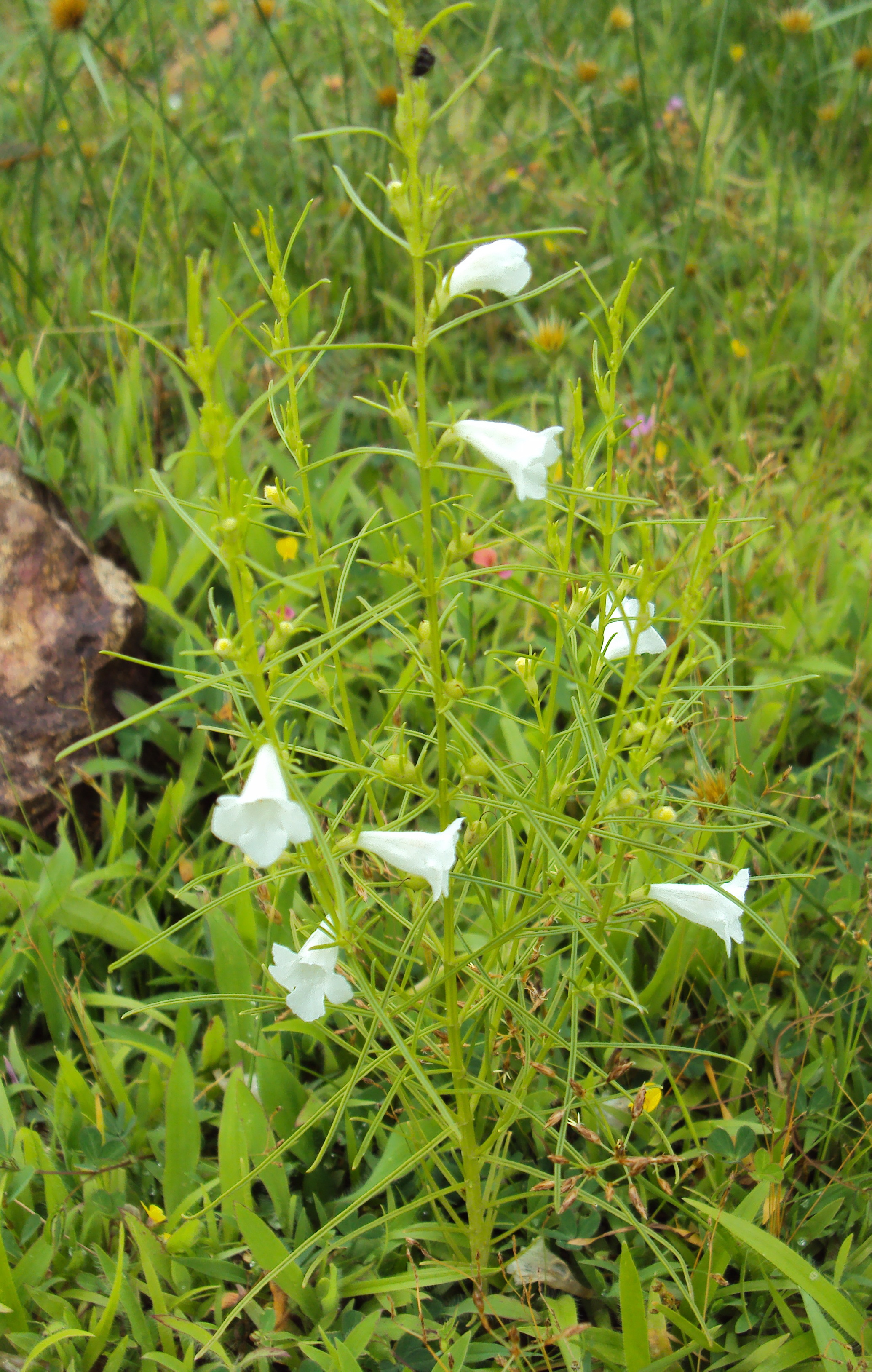
Il portamento
Sopubia delphinifolia

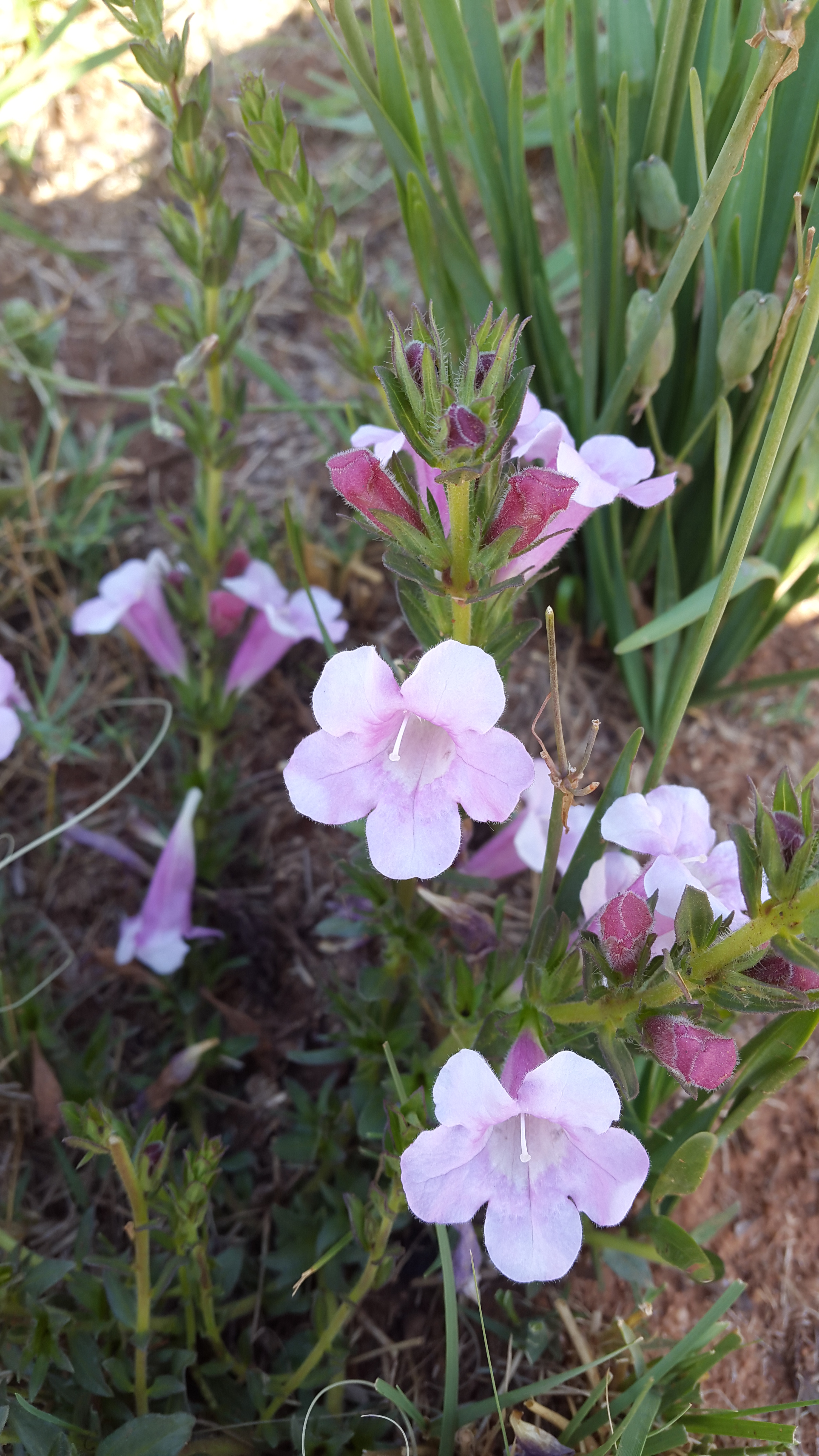
Infiorescenza
Graderia subintegra

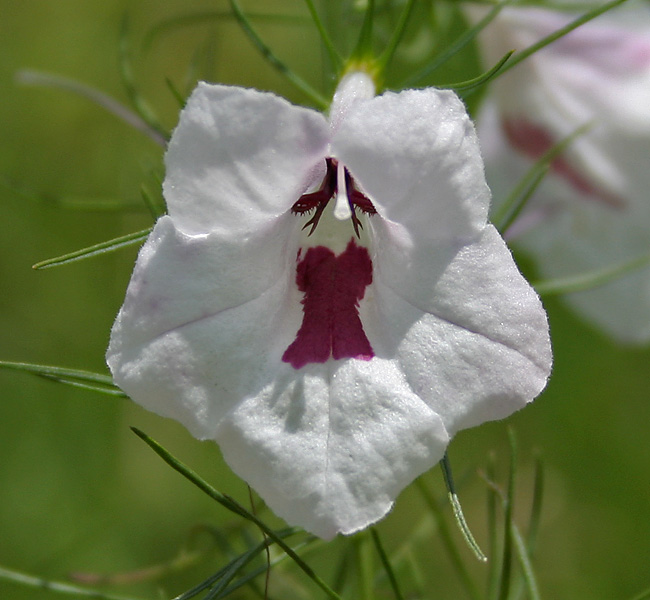
I fiori
Sopubia delphinifolia

- Il portamento delle specie di questa sottotribù è erbaceo (annuale o perenne) o arbustivo o suffruticoso (Pseudosopubia e Graderia). In genere sono piante semiparassite (cioè parassite parziali con clorofilla) oppure completamente parassite; possono essere glabre o pubescenti fino a tomentose. I fusti possono essere prostrati, ascendenti o eretti, spesso rigidi, con sezione quadrangolare a causa della presenza di fasci di collenchima posti nei quattro vertici, oppure a sezione rotonda (fusti cilindrici). In alcuni casi la superficie del fusto è ricoperta da righe longitudinali di peli separate da altrettante righe glabre (Sopubia).[1][5][6][7]
- Le foglie cauline, sessili, hanno una disposizione opposta o verticillata, in alcuni casi sono alternate. La forma è trifida o pennatifida in quelle inferiori, semplice in quelle superiori. La lamina delle foglie varia da lanceolata a ampiamente ovoide, quella dei segmenti ha delle forme da lineari-lanceolate a filiformi. In alcune specie i margini delle foglie sono revoluti (Petitmenginia) oppure dentati (Graderia), altrimenti sono interi.
- Le infiorescenze sono indefinite o del tipo a racemo con portamento ascellare e formate da alcuni fiori; possono essere presenti (oppure no) alcune bratteole del pedicello fiorale. I fiori sono pedicellati oppure sessili.
- I fiori sono ermafroditi, zigomorfi e tetraciclici (ossia formati da 4 verticilli: calice– corolla – androceo – gineceo) e pentameri (i verticilli del perianzio hanno 5 elementi).

- Formula fiorale. Per la famiglia di queste piante viene indicata la seguente formula fiorale:

x K (5), [C (2 + 3), A 2 + 2], G (2), supero, capsula.
- Il calice è gamosepalo a forma di tubo campanulato o di imbuto (il tubo può essere sia lungo che corto). Il tubo del calice in genere termina con 5 lobi a forma triangolare, i margini interni dei lobi sono densamente pelosi oppure glabri. In Petitmenginia il tubo è penta-angolato e i lobi, acuminati, sono revoluti.

- La corolla è gamopetala formata da un corto tubo con forme da cilindriche a campanulate terminante con 5 lobi subuguali interi. In alcune specie la corolla può essere subruotata (Sopubia). I colori della corolla sono rosa, violetto, bianco, crema o giallo. In Petitmenginia la corolla è debolmente bilabiata; in Pseudosopubia è bilabiata in modo evidente. In Sieversandreas il tubo è lungo e possiede un gibboso allargamento ad angolo retto sotto la gola.

- L'androceo è formato da 4 stami didinami sporgenti o inclusi (il quinto a volte può essere presente come staminoide). A volte gli stami abassiali hanno forme diverse dagli adassiali. I filamenti sono adnati alla corolla. Le antere, sagittate, hanno una sola teca per aborto dell'altra (se sono presenti entrambe allora sono ineguali); la posizione è dorsofissa; all'apice sono mucronate. Le antere all'antesi possono essere coerenti (unite, saldate insieme) oppure no. La deiscenza è mediante due fessure longitudinali. Le sacche polliniche sono divergenti con granuli pollinici spesso tricolporati.

- Il gineceo è bicarpellare (sincarpico - formato dall'unione di due carpelli connati) ed ha un ovario supero biloculare con forme da ovoidi a globose (può essere alato all'apice). La placentazione è assile (con placente indivise) o parietale (con placente divise e libere). Gli ovuli sono numerosi per ogni loculo e hanno un solo tegumento e sono tenuinucellati (con la nocella, stadio primordiale dell'ovulo, ridotta a poche cellule). Lo stilo è corto con uno stigma capitato, clavato o bilobo o simile ad una lingua (a volte lo stilo è ricurvo a forma di ferro di cavallo). Il disco nettarifero è presente attorno alla base dell'ovario.

- Il frutto è una capsula loculicida oppure loculicida e setticida (raramente solo setticida). I semi sono numerosi, minuti e con forme oblunghe, compresse o troncate. Spesso sono ricoperti da una struttura reticolare.

## Riproduzione
- Impollinazione: l'impollinazione avviene tramite insetti (impollinazione entomogama) o il vento (impollinazione anemogama).
- Riproduzione: la fecondazione avviene fondamentalmente tramite l'impollinazione dei fiori (vedi sopra).
- Dispersione: i semi cadendo (dopo aver eventualmente percorso alcuni metri a causa del vento - dispersione anemocora) a terra sono dispersi soprattutto da insetti tipo formiche (disseminazione mirmecoria).

## Distribuzione e habitat
La distribuzione delle specie di questa sottotribù è prevalentemente tropicale africana.

## Tassonomia
La famiglia di appartenenza di questo gruppo (Orobanchaceae), caratterizzata soprattutto da specie semiparassite, parassite o oloparassite, comprende circa 60 generi con oltre 1700 specie (altre fonti indicano 99 generi con 2060 specie) con una distribuzione cosmopolita. La sottotribù Sopubiinae è descritta all'interno della tribù Buchnereae Benth., una delle 10 tribù nella quale è divisa la famiglia.
Il numero cromosomico delle specie di questa sottotribù è: 2n = 24, 28, 38 e oltre.

### Filogenesi
I generi di questa sottotribù tradizionalmente erano stati posti nella famiglia Scrophulariaceae s.l.; attualmente in seguito ad analisi cladistiche basate sulle caratteristiche del DNA è stata rivista la posizione tassonomica del gruppo e inserita nella famiglia Orobanchaceae. L'attuale circoscrizione della sottotribù probabilmente è provvisoria. Studi recenti hanno suddiviso la famiglia in 6 cladi. Il gruppo di questa voce (insieme alla sottotribù Buchneriinae) appartiene al "clade VI" ("core" della famiglia), non definito completamente (mancano all'analisi diverse specie di altri generi e gli stessi Autori della ricerca suggeriscono un ulteriore campionamento di taxa supplementari appartenenti al clade per migliorarne la circoscrizione). Questo clade rappresenta un gruppo morfologicamente eterogeneo di linee tropicali e subtropicali sia del Nuovo Mondo che del Vecchio Mondo relative all'Africa e all'Asia sud-orientale comprendente altre tribù (Orobancheae Lam- & DC., Escobedieea Benth. e Geradieae Benth.).

### Generi e specie della sottotribù
La sottotribù è formata da 10 generi e circa 70 - 90 specie:
| Genere                                  | Numero specie                                          | Distribuzione e habitat                       |
| --------------------------------------- | ------------------------------------------------------ | --------------------------------------------- |
| Ghikaea Schweinf. & Volkens, 1898       | Una specie: Ghikaea speciosa Schweinf. & Volkens, 1898 | Zone tropicali della Somalia, Etiopia e Kenya |
| Baumia Engl. & Gilg., 1903              | Una specie: Baumia angolensis Engl. & Gilg., 1903      | Angola                                        |
| Centranthera R. Br., 1810               | 6 - 9                                                  | Dalla Cina all'Australia                      |
| Graderia Benth., 1846                   | 5                                                      | Africa e Socotra                              |
| Hiernia S. Moore, 1880                  | Una specie: Hiernia angolensis S. Moore                | Angola e Namibia                              |
| Parasopubia Hofmann & Eb. Fischer, 2004 | 2                                                      | Asia sud-est                                  |
| Petitmenginia Bonati, 1911              | 2                                                      | Cina e Asia sud-est                           |
| Pseudosopubia Engl., 1897               | 5 - 7                                                  | Africa tropicale del nord-est                 |
| Sieversandreas Eb. Fischer, 1996        | Una specie: Sieversandreas madagascarianus Eb. Fischer | Madagascar                                    |
| Sopubia Buch.-Ham. ex D. Don, 1825      | 40 - 60                                                | Habitat tropicali dell'Africa e dell'Asia     |